# Mysidopsis mathewsoni
Mysidopsis mathewsoni är en kräftdjursart som beskrevs av Brattegard 1969. Mysidopsis mathewsoni ingår i släktet Mysidopsis och familjen Mysidae. Inga underarter finns listade i Catalogue of Life.